# Marilyn Trenholme Counsell
Marilyn Trenholme Counsell, née le 22 octobre 1933 à Baie-Verte, est un médecin canadien et femme politique. Elle est lieutenant-gouverneur du Nouveau-Brunswick de 1997 à 2003 puis sénatrice de 2003 à 2008.

## Biographie
Elle suit des études en sciences à l’université Mount Allison, puis en art et en médecine à l’université de Toronto. Elle poursuit une carrière de médecin à Toronto, puis à Sackville et à Port Elgin.
Intéressée par la politique, Trenholme Counsell se présente à l’Assemblée législative du Nouveau-Brunswick et est élue députée libérale de la circonscription de Tantramar en 1987, puis réélue en 1991 et 1995. Elle est nommée ministre d'État à la Famille le 14 octobre 1994, puis à la Famille et aux services communautaires le 21 septembre 1995, poste qu'elle gardera jusqu'au 7 avril 1997, toujours sous le gouvernement McKenna.
Le 18 avril 1997, Marilyn Trenholme Counsell est assermentée comme 28e lieutenant-gouverneur du Nouveau-Brunswick, fonction qu'elle occupera jusqu'au 26 août 2003.
Le 9 septembre 2003, elle est nommée au Sénat par Adrienne Clarkson sur proposition de Jean Chrétien. Elle quitte son siège en 2008.